# Александровка (деревня, городской округ Подольск)

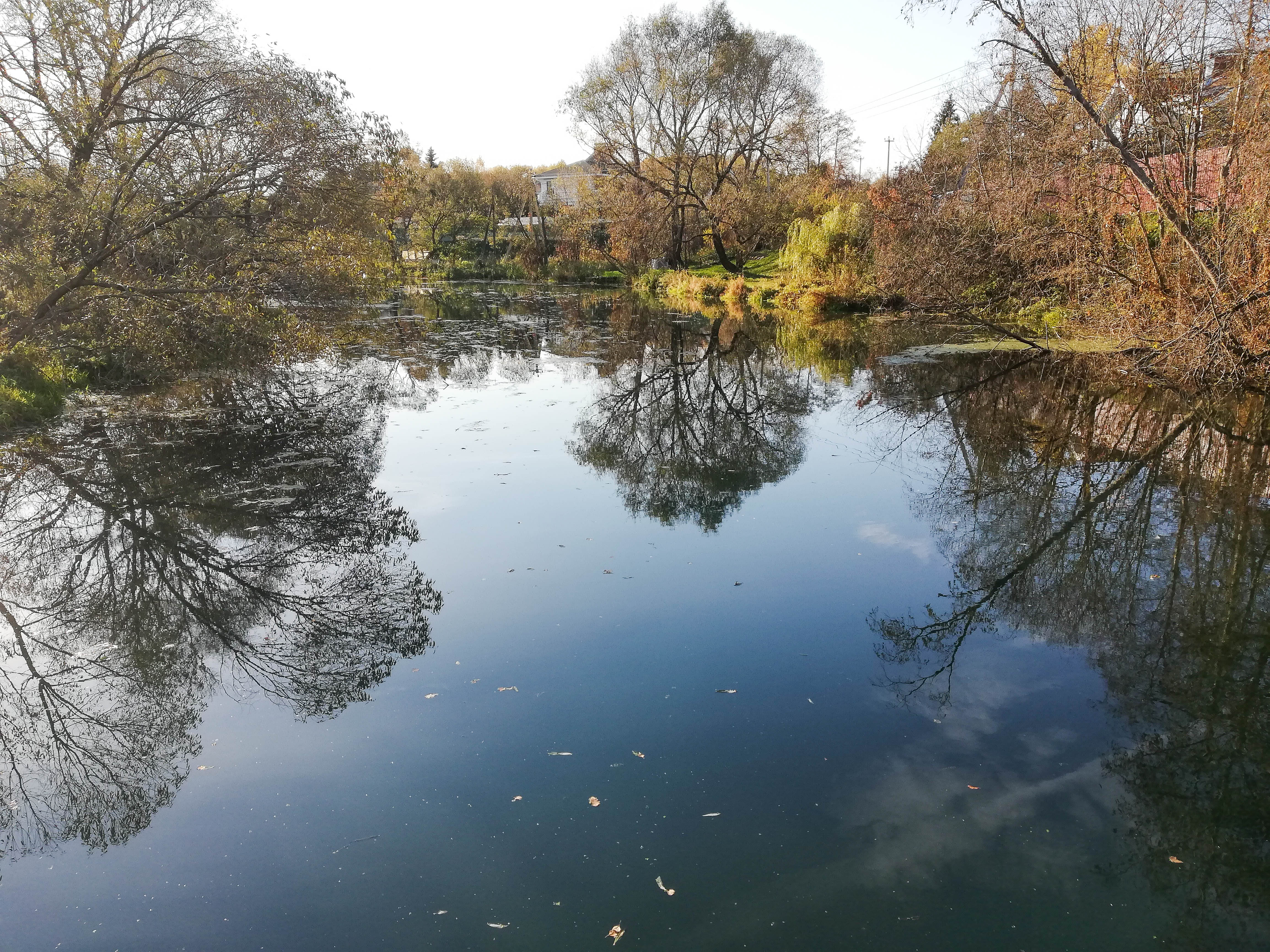
Река Рожайка в Александровке

Алекса́ндровка — деревня в городском округе Подольск Московской области России.
До 2015 года входила в состав сельского поселения Лаговское Подольского района; до середины 2000-х — в Лаговский сельский округ.

## Население
| 2002 | 2006 | 2010 |
| ---- | ---- | ---- |
| 31   | ↘30  | ↗70  |

Согласно Всероссийской переписи, в 2002 году в деревне проживал 31 человек (12 мужчин и 19 женщин).

## Расположение
Деревня Александровка расположена на реке Рожайке примерно в 15 км к юго-востоку от центра города Подольска. Ближайшие населённые пункты — посёлок Лесные Поляны и деревня Лопаткино. В 2 км к северу от деревни проходит Московское малое кольцо.

## Улицы
В Александровке расположены следующие улицы и территории:
- Заречная улица
- Леснополянская улица
- Речная улица
- Рождественская улица
- Территория СНТ Ветеран
- Садовая улица
- Фермерская улица

## История
Административно-территориальная принадлежность
- 1861 — 1 (14) сентября 1917 года — деревня Добрятинской волости Подольского уезда Московской губернии Российской империи.
- 1 (14) сентября 1917 — 18 (31) января 1918 года — деревня Добрятинской волости Подольского уезда Московской губернии Российской республики.
- 18 (31) января 1918 — 30 декабря 1922 года — деревня Добрятинской волости Подольского уезда Московской губернии РСФСР.
- 30 декабря 1922 — 12 июля 1929 года — деревня Добрятинской волости Подольского уезда Московской губернии (до 14 января 1929 года), Центрально-Промышленной (с 14 января по 3 июня 1929 года) и Московской (с 3 июня 1929 года) области РСФСР СССР (по данным 1926 года — в составе Лопаткинского сельсовета).
- 12 июля 1929 — 14 июня 1954 года — деревня Валищевского сельсовета Подольского района Московской области РСФСР СССР (до 23 июля 1930 года район был в составе Московского округа).
- 14 июня 1954 — 26 декабря 1956 года — деревня Сынковского сельсовета Подольского района Московской области РСФСР СССР.
- 26 декабря 1956 — 15 июня 1959 года — деревня Львовского сельсовета Подольского района Московской области РСФСР СССР.
- 15 июня 1959 — 1 февраля 1963, 11 января 1965 — 26 декабря 1991 года — деревня Лаговского сельсовета Подольского района Московской области РСФСР СССР.
- 1 февраля 1963 — 11 января 1965 года — деревня Лаговского сельсовета Ленинского укрупнённого сельского района Московской области РСФСР СССР.
- 26 декабря 1991 — 3 февраля 1994 года — деревня Лаговского сельсовета Подольского района Московской области РФ.
- 3 февраля 1994 — 29 ноября 2006 года — деревня Лаговского сельского округа Подольского района Московской области РФ.
- 29 ноября 2006 — 3 июля 2015 года — деревня Лаговского территориального отдела Подольского района Московской области РФ.
- 3 — 13 июля 2015 года — деревня города Подольск и Подольского района Московской области РФ.
- С 13 июля 2015 года по настоящее время — деревня города Подольск Московской области РФ.

Муниципальная принадлежность
- 28 февраля 2005 — 1 июня 2015 года — деревня сельского поселения Лаговское Подольского муниципального района Московской области РФ.
- С 1 июня 2015 года — деревня городского округа Подольск Московской области РФ.